# Îles Cagarras
Les îles Cagarras (Ilhas Cagarras en portugais) sont un archipel inhabité situé à 5 km au large de la plage d'Ipanema, à Rio de Janeiro au Brésil. Elles sont classées monument naturel fédéral depuis 2010.

## Géographie
L'archipel est constitué des îles :
- Cagarra (Ilha Cagarra)
- Laje da Cagarra
- Palmas (Ilha de Palmas)
- Comprida (Ilha Comprida)
- Filhote (Ilha Filhote)

Bien que les îles de Redonda et Redondinha se trouvent à proximité, elles ne font pas partie de l'archipel des Cagarras.

### Webographie
- Ressource relative à la géographie :   - World Database on Protected Areas
- (pt) Unidades de Conservação no Brasil
- (pt) www.cagarras.com.br